# South Station Bus Terminal

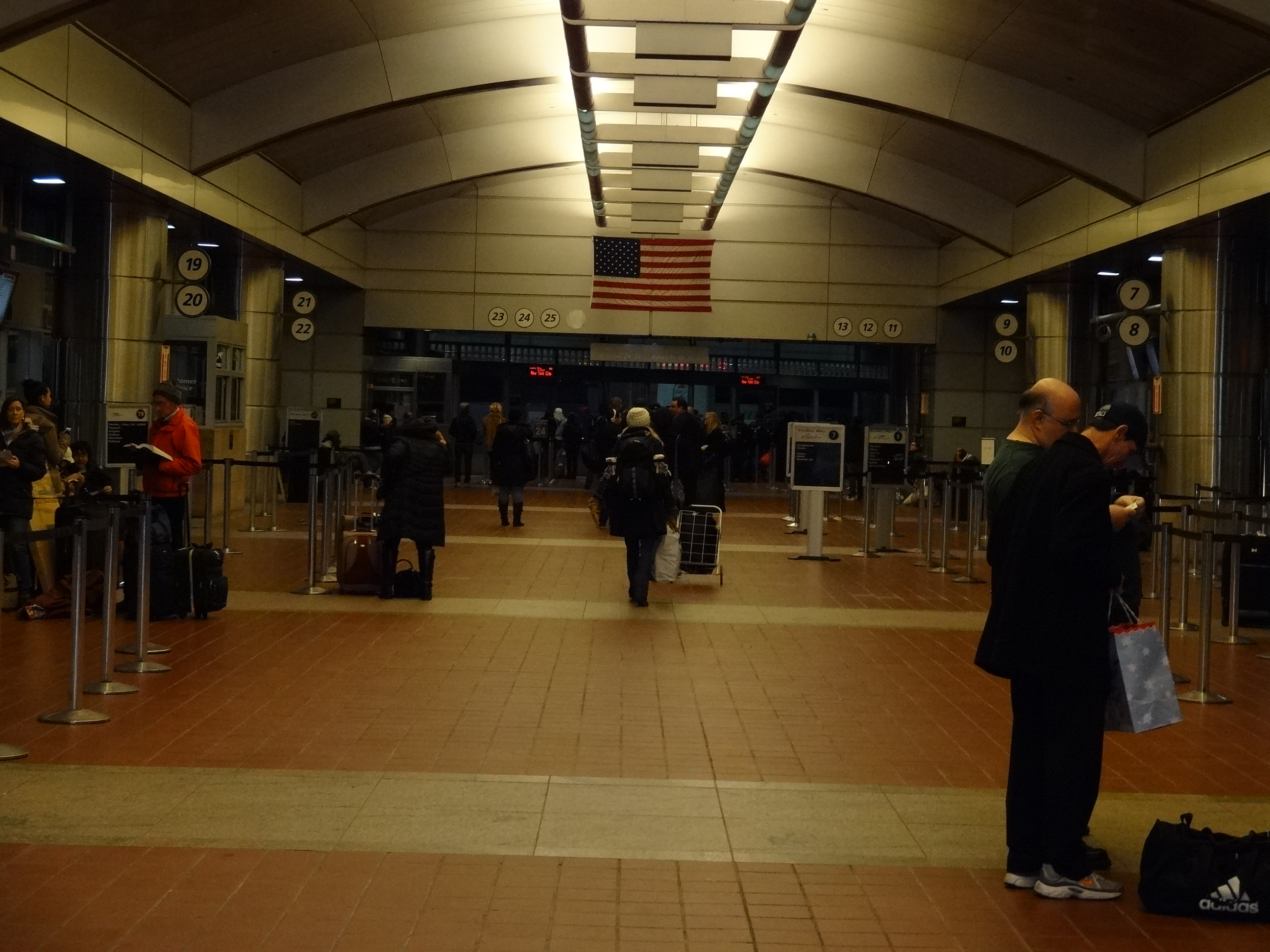
Interior do terminal.

South Station Bus Terminal é o principal terminal rodoviário de Boston, Massachusetts, Estados Unidos.
Está localizado em uma edificação anexa ao South Station.